# 宣慰司
宣慰使司，简称宣慰司。元朝、明朝、清朝官署名，常设的地方行政机构，在边疆少数民族地区执掌军民事务。
元代道分两种：一种是掌军民之政的宣慰使司，一种是遍设全国各地职掌司法。宣慰使司始设于少数民族地区，为行省与路之间的转承机关，管理軍民事务，秩从二品。在行省之下，分各道设置。领路、府、州、县，行省有政令则布于下，路府有所请求则向行省转达。元代设宣慰使司于在边境及少数民族地区。管军事的宣慰司兼都元帅府、元帅府。长官称为宣慰使，属下有同知、副使。在西南少数民族区域多用土官。明朝沿元制，在世袭之土司中以宣慰司宣慰使为最高官职，从三品，下有同知、副使、佥事各一人。首领官为经历司经历，多由流官担任。只在西南贵州、云南、四川、湖广等地设置，成为专设的土司衙门之一，就是少数民族首领世袭的地方政权。清朝延续明朝制度，雍正之后改土归流，改为流官州、县，或者合并到其他府、州、县。

## 明代
明代初期，在西南边疆地区置宣慰使司，宣慰使一人，秩从三品；宣慰同知一人，秩正四品；宣慰副使一人，秩从四品；佥事一人，秩正五品。又置经历司，设经历一人，秩从七品；都事一人，秩正八品。

### 云南
明代云南滇边地区先后设有十一处宣慰司。

#### 麓川平缅军民宣慰使司
洪武十五年（1382）闰二月，置平缅宣慰使司，以思伦法为宣慰使。洪武十七年（1384）八月，改置麓川平缅军民宣慰使司。

#### 车里军民宣慰使司
洪武十五年（1382）闰二月，改故元车里路为车里军民府，以刀砍为知府。洪武十七年（1384）八月，改车里军民府为车里军民宣慰使司，以刀砍为宣慰使。永乐十九年（1421）正月，析置车里靖安军民宣慰使司。

##### 车里靖安军民宣慰使司
永乐十九年（1421）正月，析置车里靖安军民宣慰使司，以刀双孟为宣慰使。

#### 八百军民宣慰使司
洪武二十一年（1389）八月，八百媳妇国遣使入贡。明朝以其地置八百宣慰使司。洪武二十四年（1391）六月，八百宣慰使司土官刀板冕来贡。永乐二年（1404）五月，分八百宣慰司置八百大甸、八百者乃二军民宣慰使司。

#### 缅甸军民宣慰使司
永乐元年（1403）十月，置缅甸宣慰使司，以那罗塔为宣慰使。

#### 老挝军民宣慰使司
永乐二年（1404）四月，置老挝军民宣慰使司，以刀线歹为宣慰使。

#### 孟养军民宣慰使司
建文四年（1402）十二月，置孟养府。永乐二年（1404）五月，改孟养府为孟养军民宣慰使司，以刀木旦为宣慰使。

#### 木邦军民宣慰使司
建文四年（1402）十二月，置木邦府。永乐二年（1404）五月，改木邦府为木邦军民宣慰使司，以罕的法为宣慰使。